# Kakanahalli, Krishnarajanagara
Kakanahalli là một làng thuộc tehsil Krishnarajanagara, huyện Mysore, bang Karnataka, Ấn Độ.